# Witham
Witham é uma cidade e paróquia civil do distrito de Braintree, no Condado de Essex, na Inglaterra. Sua população é de 26.035 habitantes (2015). Witham foi registrada no Domesday Book de 1086 como Witham.